# Българска православна старостилна църква
Българската православна старостилна църква е православна църква в България, която използва юлианския календар.

## История
Църквата се отделя от Българската православна църква (БПЦ) през 1990 година, поради несъгласие с използването на новоюлианския календар в църковното богослужение, макар че сред някои от консервативните среди в БПЦ отдавна съществува недоволство от неговото приемане през 1968 година. Възниква като Триадицка епархия на старостилната Гръцката истинно-православна църква – така наречения Синод на противостоящите. В 1993 година Синодът на противостоящите дава автокефалия на църквата, която е оглавена от ръкоположения за триадицки епископ Фотий. От 2016 година Фотий носи титлата митрополит.
На 26 май (13 май стар стил) 2019 година митрополит Фотий Триадицки ръкополага за никополски епископ Виктор, който умира на 10 май 2021 година от усложнение от Коронавирусна болест 2019. На 28 август 2020 година е ръкоположен епископ Серафим Созополски, викарий на триадицкия митрополит.

### Официално признаване и реакции
От създаването си БПСЦ води дела за регистрацията й като деноминация. На 16 декември 2024 година Върховният касационен съд постановява вписването на Българската православна старостилна църква в регистъра на вероизповеданията. Това действие е прието от Българската православна църква като създаване на разкол. Политическите партии Възраждане, Българската социалистическа партия и Алтернатива за българско възраждане, се обявяват срещу регистрацията на БПСЦ. От Възраждане заявяват, че ще внесат промени в Закона за вероизповеданията, така че словосъчетанието „Българска православна църква“ да се използва само от БПЦ. След среща с патриарх Даниил, лидерът на ГЕРБ Бойко Борисов също заявява подкрепата си за БПЦ като „единствен изразител на православието в България“.

## Храмове
| Енории и енорийски храмове                | Енории и енорийски храмове     | Енории и енорийски храмове |
| Енория                                    | Църква                         | Селище                     |
| ----------------------------------------- | ------------------------------ | -------------------------- |
| 1. Софийска митрополия                    | „Успение Богородично“          | София                      |
| 2. Пловдивско-пазарджишка                 | „Свети Георги Победоносец“     | Стамболийски               |
| 3. Варненско-добричка                     | „Света Ксения Петербургска“    | Тополи                     |
| 4. Бургаско-русокастренска                | „Свети Борис-Михаил“           | Бургас                     |
| 5. Плевенска                              | „Свети Илия“                   | Плевен                     |
| 6. Сливенско-ямболска                     | „Свети Димитър Сливенски“      | Сливен                     |
| 7. Благоевградска                         | „Свети Седмочисленици“         | Благоевград                |
|                                           | „Св. кв. Кирил и Методий“      | Благоевград                |
| 8. Великотърновска                        | „Света Филотея Търновска“      | Велико Търново             |
| 9. Врачанско-видинско-монтанско-берковска | „Рождество Богородично“        | Враца                      |
|                                           | „Св. св. Константин и Елена“   | Враца                      |
| 10. Габровско-тревненска                  | „Свети Онуфрий Габровски“      | Габрово                    |
| 11. Дупнишка                              | „Свети Йоан Рилски Чудотворец“ | Дупница                    |
| 12. Санданска                             | „Живоносен източник“           | Сандански                  |
|                                           | „Свети Климент Охридски“       | Сандански                  |
|                                           | „Св. св. Козма и Дамян“        | Лешница                    |
| 13. Велинградска                          | „Радост за всички скърбящи     | Велинград                  |
| 14. Гоцеделчевска                         | „Света Троица“                 | Гоце Делчев                |
| 15. Поликраищенско-шуменска               | „Свети Николай Мирликийски“    | Поликраище                 |

## Манастири и скитове
- Княжевски девически манастир „Покров на Пресвета Богородица“, град София
- мъжки скит „Преподобни Теодосий Търновски“, село Богдан, община Карлово